# Habenaria wercklei
Habenaria wercklei är en orkidéart som beskrevs av Rudolf Schlechter. Habenaria wercklei ingår i släktet Habenaria och familjen orkidéer. Inga underarter finns listade i Catalogue of Life.